# روابط میان توزیع‌های احتمال
در نظریه احتمالات و آمار روابط تنگاتنگی میان توزیع های احتمال وجود دارد. این روابط را میتوان در چهار گروه دسته بندی کرد: روابط یک توزیع با خودش، روابط یک توزیع با سایر توزیع ها، روابط تقریبی (حدی) میان توزیع ها، روابط بیزی (مرکب).

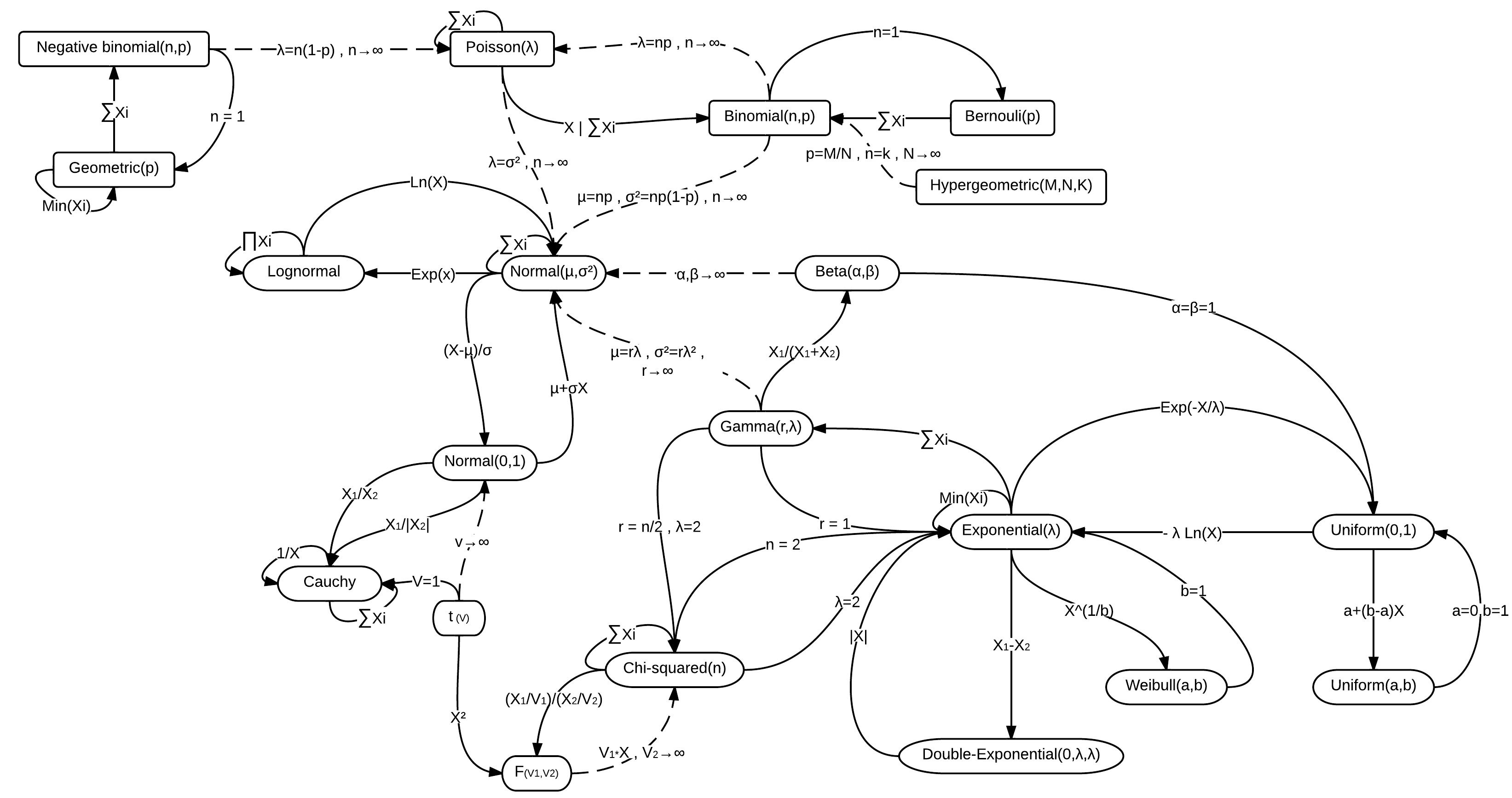
نمایش تعدادی از روابط میان چند توزیع معروف با خطوط پیوسته، خطوط ناپیوسته نشان دهندهء رابطهء تقریبی است.

## روابط یک توزیع با خودش
منظور از روابط یک توزیع با خودش این است که تابعی از متغیرهای تصادفی مستقل با توزیع یکسان، دارای توزیعی یکسان (هم خانواده) با آنها باشد ولی با پارامتر(های) متفاوت. این روابط را میتوان در شش گروه جای داد:

### مجموع متغیرهای تصادفی مستقل با توزیع یکسان
در این گروه از توزیع های احتمال مجموع متغیرهای تصادفی مستقل با توزیع یکسان توزیعی مشابه با آنها ولی با پارامترهای دیگر دارد. توزیع جدید پیچشی از توزیع اولیه است.
تعدادی از توزیع های یک متغیره که در این گروه قرار دارند عبارتند از: توزیع نرمال،توزیع پواسون،توزیع دوجمله ای،توزیع گاما،توزیع  دوجمله‌ای منفی،توزیع کی‌دو،توزیع کوشی،توزیع فوق نمایی.
مثال:
- مجموع دو متغیر تصادفی با توزیع پواسن با میانگین μ1وμ2 دارای توزیع پواسن با میانگین μ1 + μ2 است.

### حاصلضرب متغیرهای تصادفی مستقل با توزیع یکسان
در این گروه از توزیع های احتمال حاصلضرب متغیرهای تصادفی مستقل با توزیع یکسان توزیعی مشابه با آنها ولی با پارامترهای دیگر دارد.
تعدادی از توزیع های یک متغیره که در این گروه قرار دارند عبارتند از: توزیع برنولی،توزیع لاگ نرمال.

### مضربی مثبت از یک متغیر تصادفی
در این گروه از توزیع های احتمال ، هر مضرب ثابت مثبت از میان اعداد حقیقی ضرب در یک متغیر تصادفی دارای توزیعی مشابه با آن متغیر تصادفی است ولی با پارامتر(های) مختلف. 
تعدادی از توزیع های یک متغیره که در این گروه قرار دارند عبارتند از:توزیع نرمال،توزیع گاما،توزیع کوشی،توزیع نمایی،توزیع ارلنگ،توزیع وایبل،توزیع لاجستیک،توزیع خطا،توزیع توانی،توزیع رایلی.

### معکوس یک متغیر تصادفی
در این گروه از توزیع های احتمال ، معکوس یک متغیر تصادفی توزیعی مشابه با آن متغیر دارد ولی با پارامتر(ها)ی متفاوت.
تعدادی از توزیع های یک متغیره که در این گروه قرار دارند عبارتند از:توزیع کوشی،توزیع F،توزیع لاگ لاجستیک.

### کمینهء متغیرهای تصادفی مستقل با توزیع یکسان
در این گروه از توزیع های احتمال، کمینهء متغیرهای تصادفی مستقل با توزیع یکسان توزیعی مشابه با آنها ولی با پارامترهای دیگر دارد.
تعدادی از توزیع های یک متغیره که در این گروه قرار دارند عبارتند از:توزیع برنولی،توزیع هندسی،توزیع نمایی،توزیع مقادیر نهایی،توزیع پارتو،توزیع وایبل،توزیع رایلی.

### بیشینهء متغیرهای تصادفی مستقل با توزیع یکسان
در این گروه از توزیع های احتمال، بیشینهء متغیرهای تصادفی مستقل با توزیع یکسان توزیعی مشابه با آنها ولی با پارامترهای دیگر دارد.
تعدادی از توزیع های یک متغیره که در این گروه قرار دارند عبارتند از:توزیع برنولی،توزیع توانی.

## روابط یک توزیع با سایر توزیع ها
منظور از روابط یک توزیع با سایر توزیع ها این است که ، ترکیبی از متغیر های تصادفی مستقل و همتوزیع، دارای توزیعی دیگر باشد ویا یک توزیع در حالت خاصی از مقادیر پارامترها، با توزیع دیگری یکسان باشد.

## روابط تقریبی (حدی) میان توزیع ها
منظور از روابط حدی یا تقریبی این است که ترکیبی از متغیرهای تصادفی مستقل و همتوزیع یا حالت خاصی از پارامترگذاری با نزدیک شدن پارامترشان به مقداری نهایی، به صورت تقریبی به توزیع دیگری نزدیک شوند.
مثال: